# Swędrnia
Swędrnia – rzeka, prawostronny dopływ Kanału Bernardyńskiego o długości 49,33 km.
Na rzece w gminie Koźminek znajduje się Zbiornik Murowaniec. Obszar ujściowy rzeki jest chroniony (obszar Natura 2000 "Dolina Swędrni", PLH300034). Swędrnia jest rzeką czystą, zamieszkują ją m.in. bóbr europejski i rak szlachetny.